# Cerianthus japonicus
Espèce
Cerianthus japonicus est une espèce de la famille des Cerianthidae.

## Systématique
Le nom valide complet (avec auteur) de ce taxon est Cerianthus japonicus Carlgren, 1924.

## Publication originale
- Carlgren, O. (1924). Papers from Dr. Th. Mortensen's Pacific expedition 1914-16. XVI. Ceriantharia. Videnskabelige Meddelelser fra Dansk Naturhistorisk Forening (Copenhagen). 75: 169-195.